# Jüdische Gemeinde Königswinter
Die Jüdische Gemeinde Königswinter, heute eine Stadt im nordrhein-westfälischen Rhein-Sieg-Kreis, entstand 1853 und wurde 1906 aufgelöst.

## Geschichte
Menschen jüdischen Glaubens sind im Siebengebirgsraum seit dem Mittelalter nachweislich.:502 Der jüdische Friedhof in Königswinter, der auch der Beisetzung Verstorbener aus Oberdollendorf diente, wurde im 16. Jahrhundert angelegt. Seit dem Jahre 1754 bestand im Obergeschoss des Privathauses Hauptstraße 156 eine Synagoge, die die älteste der Region war.:503 1853 wurde im Zuge der Neuorganisation des Judenwesens innerhalb der Kreis- und Regierungsbezirksgrenzen die Spezialsynagogengemeinde Königswinter gebildet, zu der neben der Stadt selbst zunächst auch Honnef und Aegidienberg gehörten; ab 1863/64 war sie Teil der Synagogengemeinde des Siegkreises.:502 Am 21. Juli 1867 gab sich die Spezialsynagogengemeinde Königswinter eine eigene Synagogenordnung:54, die am 30. Juli von der Regierung in Köln genehmigt wurde.:49 Im selben Jahr zählte sie 13 steuerpflichtige Juden, darunter fünf aus Honnef.:35 Nach der Einweihung der neuen Synagoge in Oberdollendorf im Jahre 1872, jedenfalls seit den 1880er-Jahren, wurde die Königswinterer Synagoge mutmaßlich kaum mehr genutzt.:60 1887 wurde Honnef in Folge eines deutlichen Rückgangs der jüdischen Bevölkerung in Königswinter als eigene Spezialgemeinde aus der Spezialgemeinde Königswinter herausgelöst. Diese wurde nach einem Beschluss der Repräsentantenversammlung der Synagogengemeinde des Siegkreises aus dem Jahre 1901 am 27. Oktober 1906 aufgrund ihrer fortgesetzten Schrumpfung mit der Spezialgemeinde Oberdollendorf zusammengelegt.:69 f.
Jüdische Bevölkerung in Königswinter
| Jahr     | Anzahl |
| -------- | ------ |
| 1816     | 58     |
| 1846:502 | 66     |
| 1854     | 52     |
| 1878     | 42     |
| 1885     | 22     |
| 1901     | 15     |
| 1928     | 12     |

### Nationalsozialistische Verfolgung
Zu Beginn der Zeit des Nationalsozialismus im Jahre 1933 lebten in Königswinter neun Juden:507; von jüdischen Bewohnern wurden in der Stadt ein Schuhwarengeschäft sowie eine Schlachterei mit Speisehaus und Pension („israelitisches rituelles Speisehaus und Logis“:89) in der Grabenstraße betrieben.:503 Nach Ende März 1933 wurde die zuletzt nicht mehr genutzte Königswinterer Synagoge aufgrund ihrer Baufälligkeit abgebrochen:97:508 und ihre Inneneinrichtung überwiegend nach Siegburg gegeben. Im Juni 1933 setzten Bemühungen von Einwohnern der Stadt zur Schließung des jüdischen Friedhofs ein, die schließlich im März 1934 erfolgte.:511 f. Das Bestreben des städtischen Bürgermeisters aus dem Mai 1936 zur diskriminierenden Kennzeichnung der jüdischen Schlachterei und Pension in der Grabenstraße stieß beim Landrat auf Ablehnung; sie konnte sich noch Jahre halten.:115 ff. Sein Schuhwarengeschäft musste der jüdische Eigner im Dezember 1937 als Gewerbe abmelden, es wurde von einem ortsansässigen Schuhmacher übernommen.:518 Im Zuge der Novemberpogrome 1938 wurden auf dem jüdischen Friedhof Grabsteine umgeworfen und in der Nacht zum 11. November die Fensterscheiben der jüdischen Schlachterei und Pension eingeworfen.:522 Zu Beginn des Zweiten Weltkriegs 1939 lebten noch vier Juden in der Stadt.:525 Das Gedenkbuch des Bundesarchivs verzeichnet zwei in Königswinter geborene jüdische Bürger, die dem Völkermord des nationalsozialistischen Regimes zum Opfer fielen.
Das erhalten gebliebene Portal des ehemaligen Hauses (heute Hauptstraße 397) des jüdischen Bürgers Albert Cahn (1877–1957:195) als Zugang zur rückwärtigen, abgebrochenen Synagoge wurde im Zuge der Erfassung der Denkmäler der Stadt Königswinter in den Jahren 1987 und 1988 durch das Rheinische Amt für Denkmalpflege als Baudenkmal registriert. Im Dezember 2021 wurde dort eine Informationstafel angebracht.

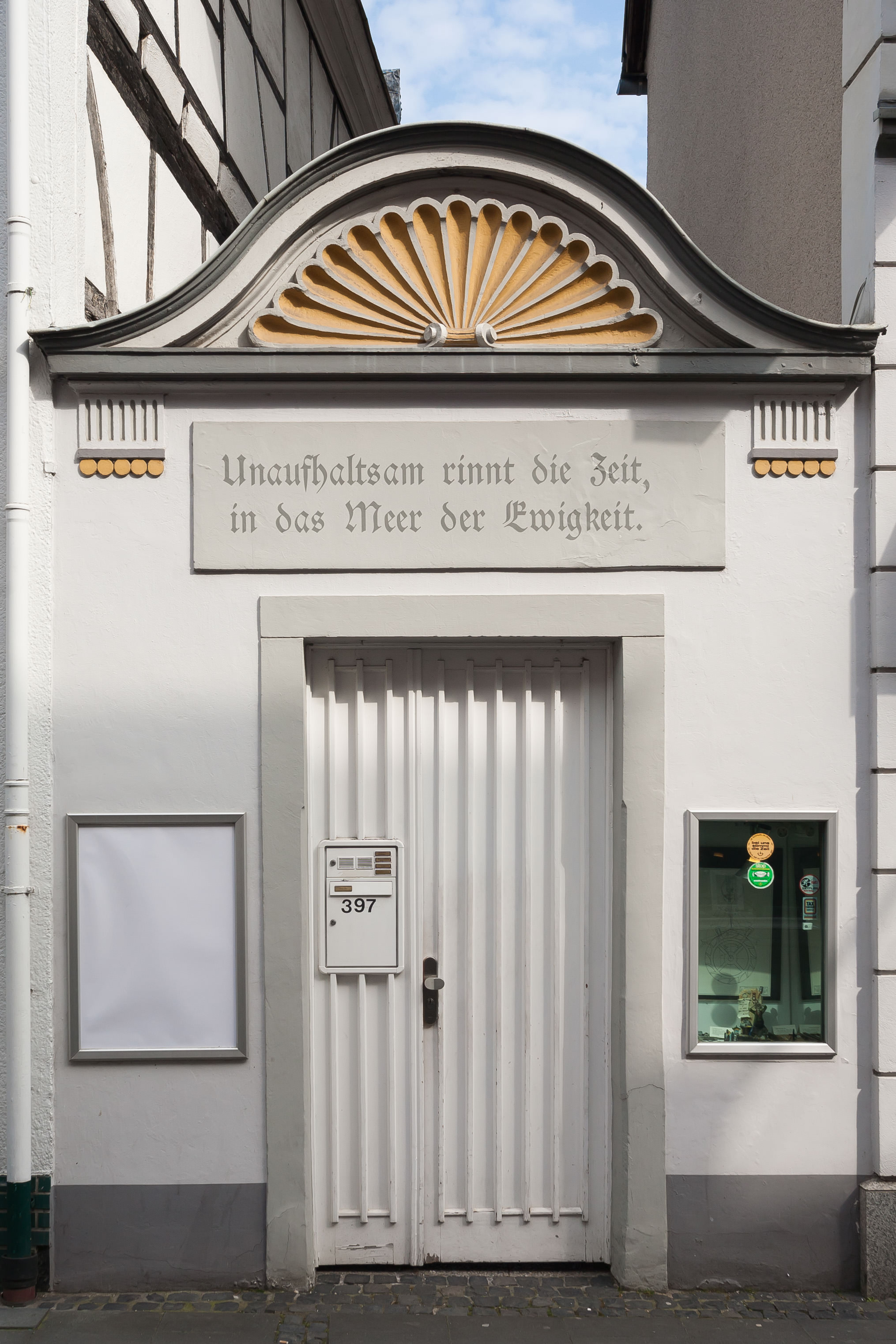
Hauptstraße 397, Portal als Zugang zur ehemaligen Synagoge (2013)